# LNB Pro A 2015-16
La LNB Pro A 2015-2016 fue la edición número 94 de la Pro A, la máxima competición de baloncesto de Francia. La temporada regular comenzó el 2 de octubre de 2015 y acabó el 14 de junio de 2016. Los ocho mejor clasificados accederían a los playoffs, mientras que el STB Le Havre y el Rouen Métropole descenderían a la Pro B.
El campeón sería por decimoctava vez en su historia el ASVEL Lyon-Villeurbanne tras derrotar al Strasbourg IG, finalista por cuarto año consecutivo, en cinco partidos.

## Equipos

### Ascensos y descensos
Bourg-en-Bresse y Boulogne-sur-Mer descendieron a la Pro B tras acabar en los puestos 17 y 18 respectivamente. Monaco ascendió tras ganar la Pro B 2014–15, y el Antibes Sharks ascendió al ganar los playoffs de ascenso.

### Equipos 2015–16
| Equipo                   | Ciudad              | Pabellón                                                  | Capacidad |
| ------------------------ | ------------------- | --------------------------------------------------------- | --------- |
| Antibes Sharks           | Antibes             | Azur Arena                                                | 5249      |
| Monaco                   | Fontvieille         | Salle Gaston Médecin                                      | 3700      |
| ASVEL Basket             | Lyon – Villeurbanne | Astroballe                                                | 5556      |
| BCM Gravelines Dunkerque | Gravelines          | Sportica                                                  | 3500      |
| Champagne Châlons Reims  | Reims               | Complexe René-Tys                                         | 3000      |
| Cholet Basket            | Cholet              | La Meilleraie                                             | 5191      |
| Élan Béarnais Pau-Orthez | Pau                 | Palais des Sports de Pau                                  | 7707      |
| Élan Chalon              | Chalon-sur-Saône    | Le Colisée                                                | 5000      |
| JDA Dijon                | Dijon               | Palais des Sports Jean-Michel Geoffroy                    | 5000      |
| JSF Nanterre             | Nanterre            | Palais des Sports de Nanterre                             | 3000      |
| Le Mans Sarthe Basket    | Le Mans             | Antarès                                                   | 6003      |
| Limoges CSP              | Limoges             | Beaublanc                                                 | 6000      |
| Orléans Loiret Basket    | Orléans             | Zénith d'Orléans                                          | 5338      |
| Paris-Levallois Basket   | Paris – Levallois   | Stade Pierre de Coubertin Palais des Sports Marcel Cerdan | 4200 3050 |
| SLUC Nancy Basket        | Nancy               | Palais des Sports Jean Weille                             | 6027      |
| Rouen Métropole Basket   | Rouen               | Kindarena                                                 | 6000      |
| STB Le Havre             | Le Havre            | Salle des Docks Océane                                    | 3598      |
| Strasbourg IG            | Strasbourg          | Rhénus Sport                                              | 6200      |

## Resultados

### Temporada regular
|     | Equipo                   | J  | G  | P  | PF   | PC   | %  | Clasificación      |
| --- | ------------------------ | -- | -- | -- | ---- | ---- | -- | ------------------ |
| 1.  | Monaco                   | 34 | 27 | 7  | 2746 | 2540 | 80 | playoff            |
| 2.  | SIG Strasbourg           | 34 | 25 | 9  | 2677 | 2504 | 74 | playoff            |
| 3.  | Le Mans Sarthe           | 34 | 23 | 11 | 2617 | 2495 | 68 | playoff            |
| 4.  | Élan Chalon              | 34 | 22 | 12 | 2985 | 2807 | 65 | playoff            |
| 5.  | ASVEL                    | 34 | 21 | 13 | 2503 | 2339 | 62 | playoff            |
| 6.  | BCM Gravelines Dunkerque | 34 | 21 | 13 | 2564 | 2424 | 62 | playoff            |
| 7.  | Élan Béarnais Pau-Orthez | 34 | 21 | 13 | 2656 | 2601 | 62 | playoff            |
| 8.  | JSF Nanterre             | 34 | 21 | 13 | 2708 | 2601 | 62 | playoff            |
| 9.  | JDA Dijon                | 34 | 19 | 15 | 2484 | 2356 | 56 |                    |
| 10. | Limoges CSP              | 34 | 18 | 16 | 2575 | 2461 | 53 |                    |
| 11. | Orléans Loiret           | 34 | 17 | 17 | 2501 | 2586 | 50 |                    |
| 12. | Antibes Sharks           | 34 | 14 | 20 | 2524 | 2609 | 42 |                    |
| 13. | Cholet                   | 34 | 14 | 20 | 2692 | 2763 | 42 |                    |
| 14. | Paris-Levallois          | 34 | 12 | 22 | 2480 | 2763 | 36 |                    |
| 15. | Champagne Châlons Reims  | 34 | 10 | 24 | 2565 | 2762 | 30 |                    |
| 16. | SLUC Nancy               | 34 | 10 | 24 | 2686 | 2776 | 30 |                    |
| 17. | Rouen Métropole Basket   | 34 | 6  | 28 | 2523 | 2855 | 18 | Descienden a Pro B |
| 18. | STB Le Havre             | 34 | 4  | 30 | 2441 | 2883 | 12 | Descienden a Pro B |

## Playoffs
|  | Cuartos de final | Cuartos de final         | Cuartos de final |               |   | Semifinales | Semifinales | Semifinales |  |   | Final | Final | Final |  |
|  |                  |                          |                  |               |   |             |             |             |  |   |       |       |       |  |
|  |                  |                          |                  |               |   |             |             |             |  |   |       |       |       |  |
|  | 1                | Monaco                   | 2                |               |   |             |             |             |  |   |       |       |       |  |
|  | 1                | Monaco                   | 2                |               |   |             |             |             |  |   |       |       |       |  |
|  | 8                | JSF Nanterre             | 0                |               |   |             |             |             |  |   |       |       |       |  |
|  | 8                | JSF Nanterre             | 0                |               | 1 | Monaco      | 1           |             |  |   |       |       |       |  |
|  |                  |                          |                  |               | 1 | Monaco      | 1           |             |  |   |       |       |       |  |
|  |                  |                          | 5                | ASVEL         | 3 |             |             |             |  |   |       |       |       |  |
|  | 4                | Élan Chalon              | 5                | ASVEL         | 3 | 0           |             |             |  |   |       |       |       |  |
|  | 4                | Élan Chalon              |                  |               |   |             |             |             |  |   |       |       |       |  |
|  | 5                | ASVEL                    | 2                |               |   |             |             |             |  |   |       |       |       |  |
|  | 5                | ASVEL                    | 2                |               |   |             |             |             |  | 5 | ASVEL | 3     |       |  |
|  |                  |                          |                  |               |   |             |             |             |  | 5 | ASVEL | 3     |       |  |
|  |                  |                          | 2                | Strasbourg IG | 2 |             |             |             |  |   |       |       |       |  |
|  | 3                | Le Mans                  | 2                | Strasbourg IG | 2 | 2           |             |             |  |   |       |       |       |  |
|  | 3                | Le Mans                  |                  |               |   |             |             |             |  |   |       |       |       |  |
|  | 6                | Gravelines-Dunkerque     | 1                |               |   |             |             |             |  |   |       |       |       |  |
|  | 6                | Gravelines-Dunkerque     | 1                |               | 3 | Le Mans     | 0           |             |  |   |       |       |       |  |
|  |                  |                          |                  |               | 3 | Le Mans     | 0           |             |  |   |       |       |       |  |
|  |                  |                          | 2                | Strasbourg IG | 3 |             |             |             |  |   |       |       |       |  |
|  | 2                | Strasbourg IG            | 2                | Strasbourg IG | 3 | 2           |             |             |  |   |       |       |       |  |
|  | 2                | Strasbourg IG            |                  |               |   |             |             |             |  |   |       |       |       |  |
|  | 7                | Élan Béarnais Pau-Orthez | 0                |               |   |             |             |             |  |   |       |       |       |  |
|  | 7                | Élan Béarnais Pau-Orthez | 0                |               |   |             |             |             |  |   |       |       |       |  |
|  |                  |                          |                  |               |   |             |             |             |  |   |       |       |       |  |

## Premios
| Jugadores galardonados en la temporada 2015–16 |
| MVP de la temporada |
| --- |
| - Devin Booker − Élan Chalon |
| MVP de las finales |
| - Casper Ware − ASVEL |
| Mejor quinteto |
| - Devin Booker − Élan Chalon - Michael Thompson − Élan Béarnais Pau-Orthez - Rodrigue Beaubois − Strasbourg IG - Jamal Shuler − AS Monaco - Charles Lombahe-Kahudi – ASVEL |
| Mejor defensor |
| - Charles Lombahe-Kahudi − ASVEL |
| Mejor jugador joven |
| - Frank Ntilikina − Strasbourg IG |
| Jugador más mejorado |
| - Wilfried Yeguete − Élan Béarnais Pau-Orthez |

## Estadísticas individuales
| Pos. | Nombre           | Equipo         | PPP  |
| ---- | ---------------- | -------------- | ---- |
| 1.   | Michael Thompson | Pau-Orthez     | 17.9 |
| 2.   | Tim Blue         | Antibes Sharks | 16.4 |
| 3.   | Jamal Shuler     | AS Monaco      | 16.4 |

| Pos. | Nombre          | Equipo      | RPP  |
| ---- | --------------- | ----------- | ---- |
| 1.   | Mouphtaou Yarou | Le Mans     | 10.7 |
| 2.   | Drew Gordon     | Élan Chalon | 9.6  |
| 3.   | Randal Falker   | SLUC Nancy  | 8.7  |

| Pos. | Nombre            | Equipo      | APP |
| ---- | ----------------- | ----------- | --- |
| 1.   | Souleyman Diabate | Rouen       | 6.5 |
| 2.   | John Roberson     | Élan Chalon | 6.1 |
| 3.   | Andrew Albicy     | Gravelines  | 6.0 |